# Depot von Havalda
Das Depot von Havalda (auch Hortfund von Havalda) ist ein Depotfund der frühbronzezeitlichen Aunjetitzer Kultur aus Havalda, nordwestlich von Chvalšiny im Jihočeský kraj, Tschechien. Es handelt sich um einen der größten frühbronzezeitlichen Depotfunde aus Böhmen. Das Depot datiert in die Zeit zwischen 1800 und 1600 v. Chr. und ist heute zwischen dem Südböhmischen Museum in Budweis und dem Regionalmuseum in Český Krumlov aufgeteilt.

## Fundgeschichte
Das Depot wurde im Oktober 1904 im Pfarrwald bei Havalda, etwa 2,8 km nordwestlich von Chvalšiny beim Pflügen auf einem Feld entdeckt. Die Fundstelle liegt am südwestlichen Hang eines kleinen Hügels östlich des Baches Trebovický. Bei einer archäologischen Nachuntersuchung wurde lediglich eine Keramikscherbe gefunden.
3 km von der Fundstelle entfernt wurde 2007 das aus der gleichen Zeitspanne stammende Depot von Chvalšiny entdeckt.

## Zusammensetzung
Das Depot bestand ursprünglich aus 165 bronzenen Spangenbarren. Von diesen wurden im Mai 1906 100 Stück durch das Budweiser Museum aufgekauft, weitere 16 wurden im Januar 1907 aufgekauft. 20 dieser Barren wurden später dem Museum in Český Krumlov übereignet, von denen aber zwei verloren gingen. Drei Barren, die ursprünglich ins Museum von Horní Planá gelangt waren und einer aus dem Museum in Lišov kamen später ebenfalls nach Český Krumlov, sodass sich dort heute insgesamt 22 Barren befinden. In Budweis sind nur noch 92 Barren vorhanden, vier weitere sind verschollen, ebenso sämtliche Exemplare, die nicht in die Museen gelangten. 19 wurden vermutlich von einem Glockengießer eingeschmolzen. Das Gesamtgewicht aller 165 Barren lag bei etwa 35 kg.